# Van Alstyne (Teksas)
Van Alstyne je grad u američkoj saveznoj državi Teksas. Prema popisu stanovništva iz 2010. u njemu je živjelo 3.046 stanovnika.